# Разъезжее
Разъе́зжее — село в Ермаковском районе Красноярского края. Административный центр Разъезженского сельсовета.

## География
Село находится на берегу ручья Разъезжий, к западу от реки Оя. Абсолютная высота — 337 м над уровнем моря.

## История
Основано в 1846 году. В 1926 году в селе имелось 324 хозяйства и проживало 1548 человек (777 мужчин и 771 женщина). В национальном составе населения того периода преобладали русские. В административном отношении являлось центром Разъезженского сельсовета Ермаковского района Минусинского округа Сибирского края.

## Население
| 1989 | 2002 | 2010 |
| ---- | ---- | ---- |
| 612  | ↗783 | ↘631 |

Половой состав
По данным Всероссийской переписи населения 2010 года, в гендерной структуре населения мужчины составляли 46,4 %, женщины — соответственно 53,6 %.
Национальный состав
Согласно результатам переписи 2002 года, в национальной структуре населения русские составляли 92 % из 783 чел.